# Anatolij Wierłan
Anatolij Iwanowicz Wierłan (ros. Анатолий Иванович Верлан, ur. 26 grudnia 1943) – radziecki lekkoatleta, średniodystansowiec.
Zwyciężył w sztafecie 3 × 1000 metrów na europejskich igrzyskach halowych w 1968 w Madrycie (sztafeta radziecka biegła w składzie: Michaił Żełobowski, Oleg Rajko i Wierłan). Odpadł w eliminacjach biegu na 1500 metrów na mistrzostwach Europy w 1969 w Atenach.
Zajął 4. miejsce w biegu na 3000 metrów na halowych mistrzostwach Europy w 1971 w Sofii.
Rekordy życiowe:
- bieg na 1500 metrów – 3:41,1 (20 sierpnia 1969 w Kijowie)
- bieg na 5000 metrów – 13:47,6 (13 czerwca 1971 w Tallinnie)
- bieg na 3000 metrów z przeszkodami – 8:25,6 (23 czerwca 1971 w Rostowie nad Donem)
- bieg na 3000 metrów (hala) – 8:05,0 (14 marca 1971 w Sofii)